# ハリケーン・マイケル
ハリケーン・マイケル（英語: Hurricane Michael）は、2018年10月にアメリカ合衆国南東部を襲った大型ハリケーン。

## 概要
2018年10月10日から10月12日にアメリカ南部に上陸。

## 被害
死者が30人確認されている。また、46人が行方不明になっており、被害が拡大する恐れがある。
23万世帯が停電した。
アメリカ空軍ティンダル空軍基地所属のステルス戦闘機、F-22が少なくとも17機大破した。
国際名Michaelは、この年限りで引退となった。代わりにMiltonという国際名に変更となった。